# 미국 한국전 참전 기념비
미국 한국전 참전 기념비는 경기도 가평군 북면 카이저길 45-23에 있는 6.25 전쟁 기념비이다. 기념비는 미군이 6.25 전쟁에서 보여준 업적을 기리기 위해 한국전쟁맹방국용사선양사업회에 의해 2016년 2월 4일 세워졌다.
가평에서 미군은 여러 차례 중공군을 막아내는 데 힘썼다. 1951년 4월 가평 전투 당시 미국 제72전차대대는 영연방군을 지원하며 중공군을 격퇴했다.(목동리 전투) 1951년 5월 26일 가평 전투 때에는 미국 제213야전포병대대 240명이 현재 북면 화악리 일대에서 중국군 4,000명을 상대하여 단 한 명의 사상자 없이 승리를 거두었다. 특히 제213야전포병대대의 미군의 업적을 "가평의 기적"이라고 부르기도 한다. 기념비가 위치한 카이저길의 "카이저" 역시 미국 제40사단의 첫 번째 전사자였던 케네스 카이저 하사의 이름에서 유래했다. 
기념비가 있는 곳에서 멀리 떨어지지 않은 75번 국도변에 캐나다 전투기념비가 있다.

## 같이 보기
- 캐나다 전투기념비